# Cracovia (hokej na lodzie)
KS Cracovia – klub hokejowy z siedzibą w Krakowie, występujący w rozgrywkach Polskiej Hokej Ligi. Klub został założony 13 czerwca 1906 roku, natomiast sekcja hokeja na lodzie rozpoczęła działalność w 1923 roku w ramach wielosekcyjnego Klubu Sportowego „Cracovia”. Założycielami byli członkowie sekcji łyżwiarskiej. W 1949 roku zmieniono nazwę na „Ogniwo Kraków”. Jeden z najbardziej utytułowanych polskich klubów hokejowych. Dwunastokrotnie zdobywał tytuł mistrza Polski oraz ośmiokrotnie zajmował miejsca na podium. Wywalczył trzy Puchary Polski i trzy Superpuchary. Trzykrotnie rywalizował w trzeciej rundzie Pucharu Kontynentalnego. Od 2003 roku działa w ramach spółki MKS Cracovia SSA i występuje pod nazwą „MKS Comarch Cracovia”.

## Informacje ogólne
- Nazwa: Klub Sportowy Cracovia
- Data założenia: 13 czerwca 1906
- Barwy: biało-czerwone
- Przydomek: Pasy
- Adres: KS Cracovia – al. 3 Maja 11A (Park Jordana), 30-062 Kraków oraz MKS Cracovia SSA – ul. Wielicka 101, 30-552 Kraków
- Prezes: prof. Janusz Filipiak (MKS Cracovia SSA)

Lodowisko
- Nazwa: Lodowisko im. Adama „Rocha” Kowalskiego w Krakowie
- Adres: ul. Michała Siedleckiego 7, Kraków
- Pojemność: 2500 (wszystkie miejsca siedzące)

## Historia
Cracovia to najstarszy istniejący polski klub sportowy. Założona została 13 czerwca 1906 roku. W Cracovii hokej na lodzie w wersji bandy uprawiano co najmniej od grudnia 1909, zaś pierwszy mecz hokeja w wersji kanadyjskiej zawodnicy nieformalnej sekcji Cracovii rozegrali 4 lutego 1912 roku. Sekcja hokeja na lodzie została założona pod koniec 1923 roku w większości przez uczniów Gimnazjum im. Króla Jana Sobieskiego, którzy byli zrzeszeni w sekcji łyżwiarskiej. Opiekunem drużyny był dr Józef Lustgarten. Pierwszy oficjalny mecz hokeiści Cracovii rozegrali 17 lutego 1924 roku wygrywając z AZS 1:0. W drużynie grali wówczas bramkarz Jerzy Szaflarski, obrońcy Adam Lachowicz, Zdzisław Ziętkiewicz i Stanisław Myszkowski oraz napastnicy Józef Szaflarski, Antoni Michalak, Michał Pazdanowski i Wiktor Luster. W 1926 roku Cracovia zwyciężyła w nieoficjalnych mistrzostwach Krakowa. Wygrała z Jutrzenką 4:1 i 3:0 z Makkabi. Pierwszym kierownikiem sekcji został porucznik Stanisław Kroczyński. W grudniu 1938 drużyna Cracovii odbyła zagraniczne tournée po Europie, w ramach którego rozegrała cztery towarzyskie spotkania z zespołami wzmocnionymi zawodnikami kanadyjskimi, wygrywając dwa z nich, jedno remisując i jedno przegrywając; w ostatnim meczu pokonała 2:0 drużynę Brabo w Antwerpii w obecności ok. 12 tys. widzów.
Z dniem 1 kwietnia 2025 rozpoczęła działalność spółka, wydzielona z KS Cracovia S.A. (do tej pory stanowisko prezesa zarządu dla całego klubu sprawował Mateusz Dróżdż). W czerwcu 2025 ogłoszono, że właścicielem klubu hokeja na lodzie został Business Alliance Cracovia, a stanowisko prezesa objęła Agata Michalska.
Sekcja hokeja na lodzie kobiet działa w ramach stowarzyszenia KS Cracovia.

## Sukcesy

### Krajowe
- Mistrzostwa Polski:

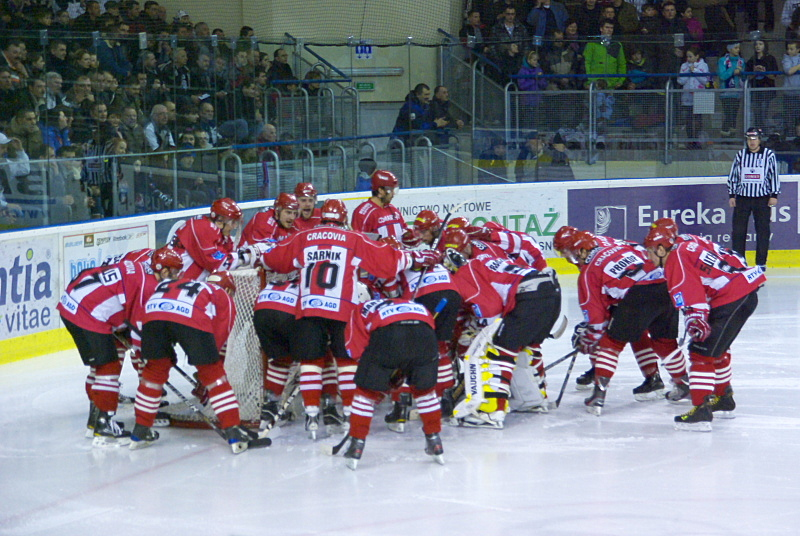
Zawodnicy Cracovii (Arena Sanok 2012)

  - 1. miejsce (12): 1937, 1946, 1947, 1948[b], 1949, 2006, 2008, 2009, 2011, 2013, 2016, 2017
  - 2. miejsce (4): 2010, 2012, 2019, 2021
  - 3. miejsce (4): 1935, 1951, 2005, 2007
- I liga:
  - 1. miejsce (4): 1965, 1967, 1977, 2004
  - 2. miejsce (3): 1971, 1972, 2002
  - 3. miejsce (1): 1963
- Puchar „Sportu” i PZHL
  - Finalista (1): 1989
- Puchar Polski:
  - Zdobywca (3): 2013, 2015, 2021
  - Finalista (3): 2007, 2016, 2017
- Superpuchar Polski:
  - Zdobywca (3): 2014, 2016, 2017
  - Pretendent (3): 2015, 2018, 2022
- Mistrzostwa Polski juniorów:
  - 2. miejsce (2): 1966, 1991

### Międzynarodowe
- Liga Mistrzów:
  - Faza grupowa (2): 2016, 2017
- Puchar Kontynentalny:
  - III runda (3): 2009, 2010, 2011
  - Superfinał: 2019/2020
  - Zdobywca: 2021/2022
- Puchar Tatrzański:
  - 6. miejsce: 2019
  - 3. miejsce: 2021

### Indywidualne
| Tytuł Króla strzelców: - 1969: Wiktor Pysz (25 goli) - 1987: Roman Steblecki (34 gole) - 1990: Roman Steblecki (57 goli) - 2006: Leszek Laszkiewicz (45 goli) - 2010: Leszek Laszkiewicz (33 gole) - 2011: Leszek Laszkiewicz (38 goli) - 2012: Leszek Laszkiewicz (47 goli) - 2013: Josef Fojtík (32 gole) |  | Zwycięzca Klasyfikacji kanadyjskiej: - 1990: Roman Steblecki (86 punktów) - 2006: Leszek Laszkiewicz (76 punktów) - 2007: Leszek Laszkiewicz (72 punkty) - 2010: Leszek Laszkiewicz (75 punktów) - 2012: Leszek Laszkiewicz (91 punktów) - 2013: Leszek Laszkiewicz (68 punktów) Plebiscyt Złoty Kij: - 1990: Roman Steblecki - 2006: Leszek Laszkiewicz |

## Sezony
Wyniki ze wszystkich sezonów Cracovii
- 1912: Powstanie klubu
- 1923: Wznowienie działalności klubu
- 1926: 1. miejsce w Mistrzostwach Krakowa
- 1927: 5. miejsce w Mistrzostwach Polski
- 1928: 1. miejsce gr. A w Mistrzostwach Polski[9]
- 1929: 2. miejsce gr. A w Mistrzostwach Polski
- 1930: 4. miejsce gr. A w Mistrzostwach Polski
- 1931: 3. miejsce gr. A w Mistrzostwach Polski
- 1932: MP nie odbyły się
- 1933: 2. miejsce gr. A w Mistrzostwach Polski
- 1934: 5. miejsce w Mistrzostwach Polski
- 1935: 3. miejsce w Mistrzostwach Polski
- 1936: MP nie odbyły się
- 1937: Mistrzostwo Polski
- 1938: MP nie odbyły się
- 1939: 6. miejsce w Mistrzostwach Polski
- 1940-45: Rozgrywki zawieszone z powodu II wojny światowej
- 1946: Mistrzostwo Polski
- 1947: Mistrzostwo Polski
- 1948: Mistrzostwo Polski[b]
- 1949: Mistrzostwo Polski
- 1950: 4. miejsce w Mistrzostwach Polski
- 1951: 3. miejsce w Mistrzostwach Polski
- 1952: 5. miejsce w Mistrzostwach Polski
- 1953: 5. miejsce w Mistrzostwach Polski
- 1954: 3. miejsce w Turnieju finałowym o awans do ligi
- 1955: 4. miejsce w II lidze gr. stalinogrodzka spadek
- 1956: 1. miejsce w Lidze Wojewódzkiej[c]
- 1957: 1. miejsce w Lidze Wojewódzkiej awans[d]
- 1958: 5. miejsce w II lidze
- 1959: 2. miejsce w II lidze awans
- 1960: 8. miejsce w I lidze
- 1961: 7. miejsce w I lidze gr. Północna spadek
- 1962: 5. miejsce w II lidze gr. Południe
- 1963: 3. miejsce w II lidze gr. Południe
- 1964: 4. miejsce w II lidze gr. Południe
- 1965: 1. miejsce w II lidze gr. Południe awans
- 1966: 10. miejsce w I lidze spadek
- 1967: 2. miejsce w II lidze Turniej finałowy awans
- 1968: 9. miejsce w I lidze
- 1969: 8. miejsce w I lidze
- 1970: 10. miejsce w I lidze spadek
- 1971: 2. miejsce w II lidze
- 1972: 2. miejsce w II lidze
- 1973: 3. miejsce w II lidze
- 1974: 3. miejsce w II lidze gr. Południe
- 1975: 2. miejsce w II lidze gr. Południe
- 1976: 3. miejsce w II lidze gr. Południe
- 1977: 1. miejsce w II lidze gr. Południe awans[e]
- 1978: 9. miejsce w I lidze spadek
- 1979: 6. miejsce w II lidze
- 1980: 4. miejsce w II lidze
- 1981: 3. miejsce w II lidze awans
- 1982: 10. miejsce w I lidze
- 1983: 9. miejsce w I lidze
- 1984: 9. miejsce w I lidze
- 1985: 6. miejsce w I lidze
- 1986: 9. miejsce w I lidze
- 1987: 5. miejsce w I lidze
- 1988: 9. miejsce w I lidze
- 1989: 7. miejsce w I lidze
- 1990: 5. miejsce w I lidze
- 1991: 6. miejsce w I lidze
- 1992: 5. miejsce w I lidze
- 1993: 9. miejsce w I lidze
- 1994: 9. miejsce w I lidze
- 1995: 11. miejsce w I lidze
- 1996: 9. miejsce w I lidze
- 1997: 5. miejsce w I lidze
- 1998: 7. miejsce w I lidze
- 1999: 9. miejsce w I lidze
- 2000: 8. miejsce w PLH spadek[f]
- 2001: 4. miejsce w I lidze
- 2002: 2. miejsce w I lidze
- 2003: 3. miejsce w I lidze
- 2004: 1. miejsce w I lidze awans
- 2005: 3. miejsce w PLH
- 2006: Mistrzostwo Polski
- 2007: 3. miejsce w PLH
- 2008: Mistrzostwo Polski, finał Pucharu Polski
- 2009: Mistrzostwo Polski
- 2010: 2. miejsce w PLH
- 2011: Mistrzostwo Polski
- 2012: 2. miejsce w PLH
- 2013: Mistrzostwo Polski
- 2014: 5. miejsce w PHL, Puchar Polski, Superpuchar Polski
- 2015: 5. miejsce w PHL, finalista Superpucharu Polski
- 2016: Mistrzostwo Polski, Puchar Polski, Superpuchar Polski
- 2017: Mistrzostwo Polski, udział w Hokejowej Lidze Mistrzów, finał Pucharu Polski
- 2018: 4. miejsce w PHL, Superpuchar Polski, udział w Hokejowej Lidze Mistrzów, finał Pucharu Polski
- 2019: 2. miejsce w PHL
- 2020: 5. miejsce w PHL (uznaniowo)[10], 4. miejsce w Superfinale Pucharu Kontynentalnego
- 2021: 2. miejsce w PHL
- 2022: 5. miejsce w PHL, Puchar Polski, Puchar Kontynentalny
- 2023: 4. miejsce w PHL, faza grupowa Hokejowej Lidze Mistrzów
- 2024: 6. miejsce w PHL
- 2025: 6. miejsce w PHL

## Szkoleniowcy
Trenerami Cracovii byli: Ladislav Štemprok (lata 70.), Rosjanin Władimir Safonow (1989-1991). 10 listopada 2004 szkoleniowcem został Czech Rudolf Roháček. Do 2015 wieloletnim asystentem trenera Cracovii był Andrzej Pasiut; wówczas jego miejsce zajął Mariusz Dulęba. W połowie listopada 2017. miejsce Dulęby zajął Dominik Salamon. Od czerwca 2018 trenerm bramkarzy był Martin Klempa, a w listopadzie 2023 to miejsce zajął jego rodak, Stanislav Mojdis.  Po sezonie 2023/2024 Rudolf Roháček odszedł ze stanowiska szkoleniowca i objął funkcję doradcy zarządu ds. hokeja. W kwietniu 2024 posadę I trenera objął Marek Ziętara, a w maju 2024 jego asystentem został Jacek Szopiński. 18 czerwca 2025 trenerem został ogłoszony Krystian Dziubiński.

## Zawodnicy
Olimpijczycy w barwach Cracovii
- Czesław Marchewczyk (1932, 1936, 1948)
- Adam "Roch" Kowalski (1932, 1936, 1948)
- Andrzej Wołkowski (1936)
- Jan Maciejko (1948)
- Mieczysław Kasprzycki (1948)
- Maksymilian Więcek (1948)
- Roman Steblecki (1988)
- Mariusz Kieca (1992)

Zastrzeżone numery
- 18 – uhonorowany Bogdan Migacz[22]
- 17 – Roman Steblecki[23]
- 22 – Daniel Laszkiewicz[potrzebny przypis]
- 4 – Paweł Kozendra[24]

## Kadra w sezonie2024/2025
Na podstawie materiału źródłowego:
| Bramkarze: - Łukasz Hebda - Oskar Polak - Dominik Salama Obrońcy: - Szymon Bieniek - Anton Brandhammar - Michał Jaracz - Oskar Jaśkiewicz - Jauhienij Kamienieu - Damian Kapa - Michał Kruczek - Kamil Mętel - Jakub Wanacki - Alexander Younan |  | Napastnicy: - Mateusz Bezwiński - Sebastian Brynkus - Antoni Dziurdzia - Jakub Janeczek - Dominik Jarosz - Hannes Johansson - Damian Kapica - Fabian Kapica - Johan Lundgren - Kacper Malasiński - Szymon Marzec – kapitan - Oliver Olsson - Jakub Ślusarek - Karol Sterbenz - Dawid Tynka - Tim Wahlgren |